# 凯文·哈西特
凯文·艾伦·哈西特（英語：Kevin Allen Hassett，1962年3月20日—），美国经济学家，曾在保守派智库美国企业研究所工作。
哈西特在2017年至2019年间担任白宫经济顾问委员会主席，2020年担任美国总统高级顾问，2025年1月起就任白宮國家經濟委員會主任。